# Schwörkreuz

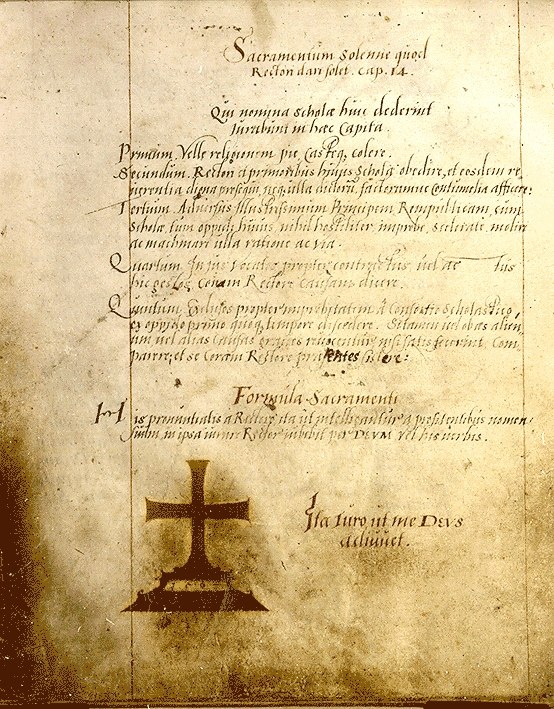
Schwörkreuz des Rektors der Universität Tübingen. Die Abschrift der 1537 erneuerten Universitätsstatuten mit dem Diensteid des Rektors sind Teil eines Pergamentsammelbandes, dem "Statutenbuch" der Universität.

Ein Schwörkreuz oder Schwurkreuz ist entweder ein Kruzifix in einem Sitzungssaal oder ein Kreuz in einem Statutenbuch, auf das bei Vereidigungen der Daumen aufgelegt wurde.

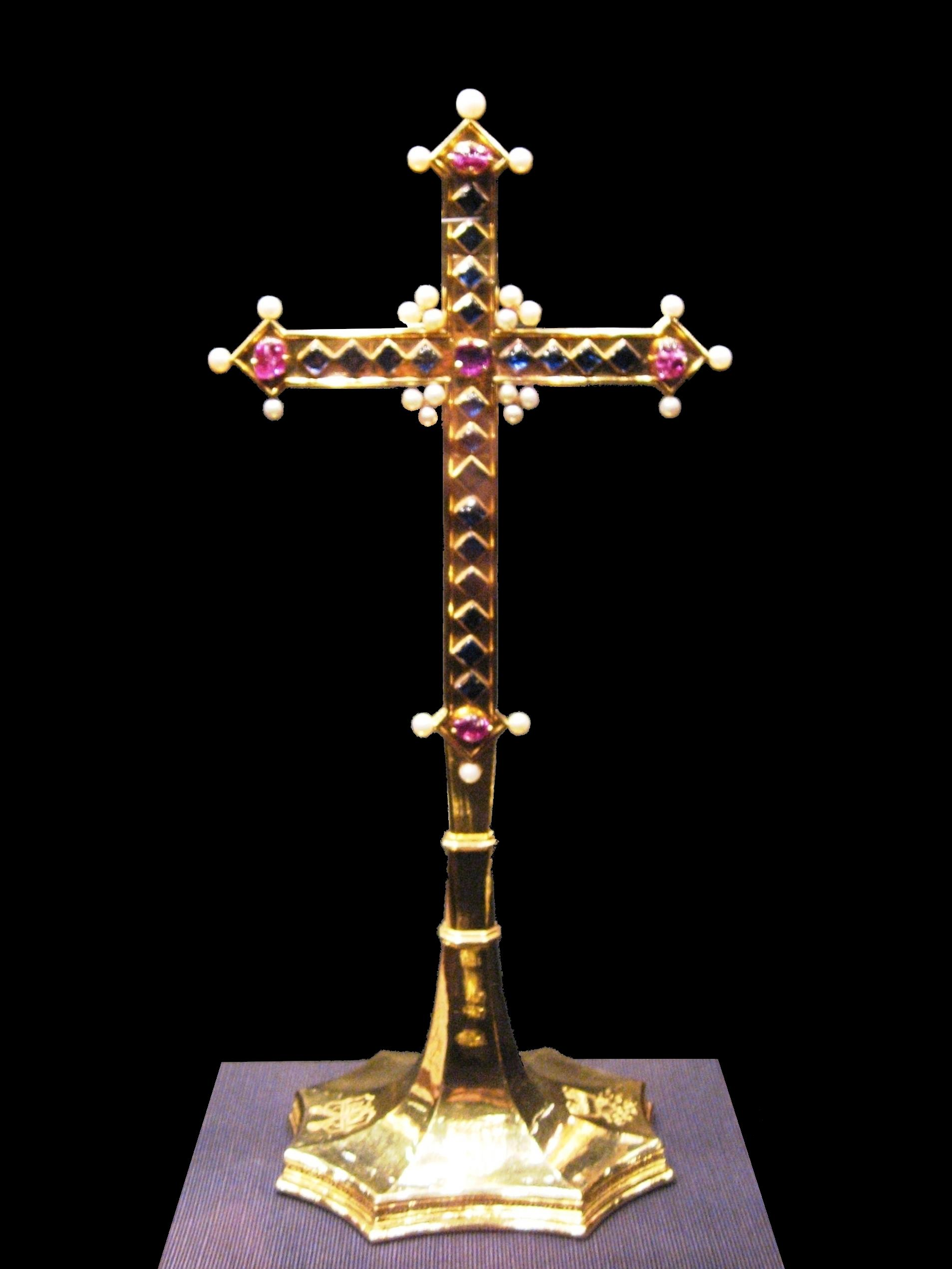
Das Schwurkreuz des Ordens vom Goldenen Vließ in der Wiener Schatzkammer

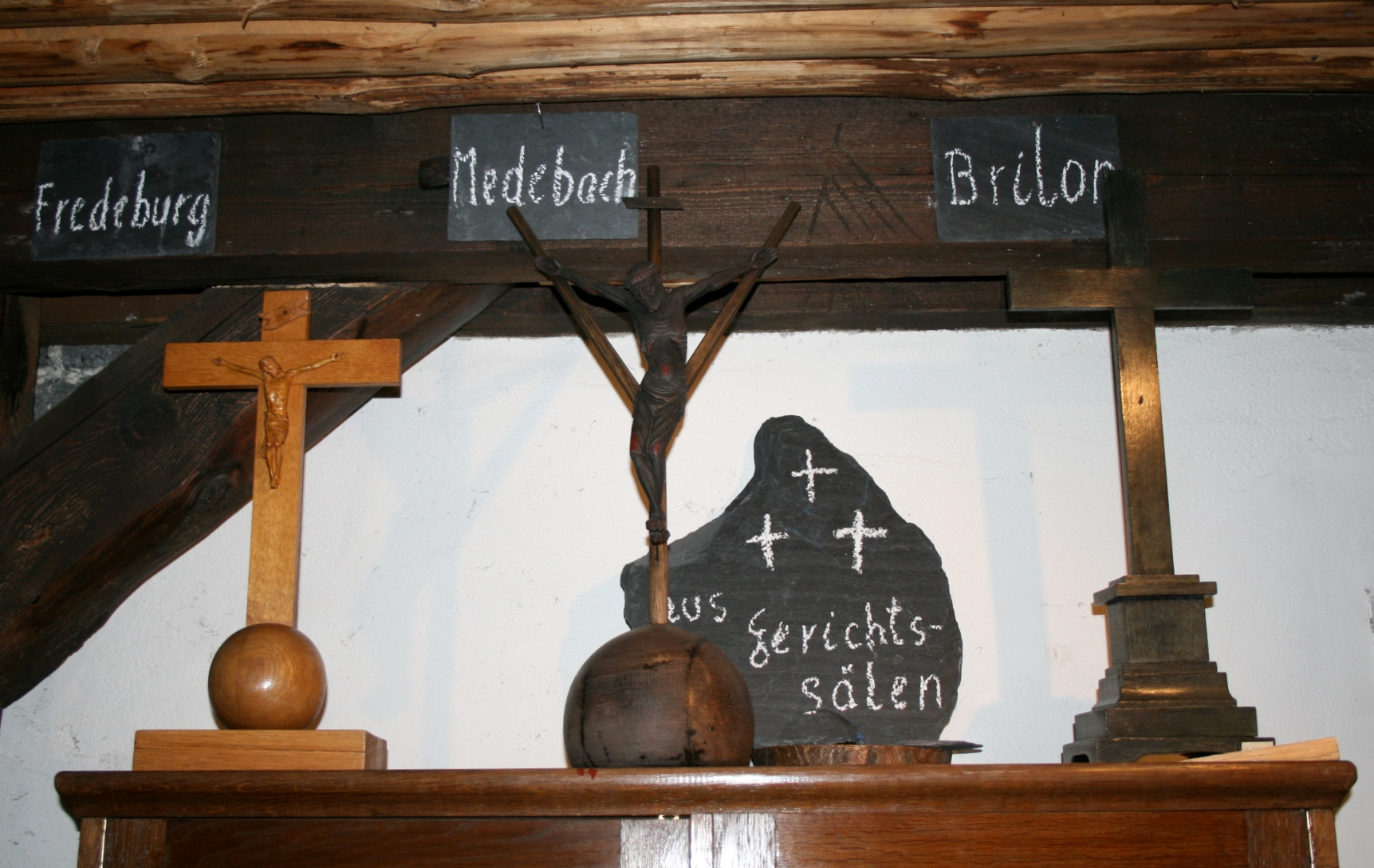
Schwurkreuze im Gerichtsmuseum Bad Fredeburg